# После похорон (фильм)
«После похорон» (англ. Murder at the Gallop) — фильм режиссёра Джорджа Поллока. Второй (после картины «В 16:50 из Паддингтона») в серии из четырёх фильмов студии MGM о персонаже Агаты Кристи мисс Марпл с Маргарет Рутерфорд в главной роли; считается наиболее удачным из них.

## Сюжет
Мисс Марпл, собирая благотворительные пожертвования, приходит в дом богатого скупца Гектора Эндерби, который внезапно умирает на её глазах. При оглашении завещания сестра покойного Кора заявляет, что Гектора убили (что и сочла своим долгом вызнать заподозрившая неладное мисс Марпл). Разумеется, в тот день все, кому по завещанию что-то полагалось, побывали у старика. Перед визитом мисс Марпл Кору убивают.

## В ролях
- Маргарет Рутерфорд — мисс Марпл
- Стрингер Дэвис — мистер Стрингер
- Роберт Морли — Гектор Эндерби
- Роберт Эркард — Джордж Кроссфилд
- Джеймс Виллерс — Майкл Шейн
- Флора Робсон — мисс Милчрест
- Чарльз Тингуелл — инспектор Крэддок
- Гордон Харрис — сержант Бэкон

## Съёмочная группа
- Режиссёр — Джордж Поллок[англ.]
- Автор сценария — Джеймс П. Кавана
- Продюсер — Лоуренс П. Бахманн
- Оператор — Артур Иббетсон

## Рецензии
- Craig Butler. Murder at the Gallop. Review (англ.). // AllMovie. Дата обращения: 1 февраля 2018. Архивировано 2 февраля 2018 года.
- Bosley Crowther. Screen: Tea With Miss Rutherford:'Murder at the Gallop' Opens at Beekman 'The Third Lover' (англ.). // The New York Times (25 июня 1963). Дата обращения: 1 февраля 2018. Архивировано 1 февраля 2018 года.
- David Parkinson. Murder at the Gallop. Review (англ.). // Radio Times. Дата обращения: 1 февраля 2018. Архивировано из оригинала 1 февраля 2018 года.